# Thomas Klestil
Thomas Klestil ( [ˈtoːmas ˈklɛstɪl]; 4. listopad 1932 Vídeň – 6. červenec 2004 Vídeň) byl rakouský diplomat a politik.

## Život
Jeho otec se narodil v Janovce u Nových Hradů a pracoval ve Vídni u firmy provozující tramvajovou dopravu. Thomas Klestil vystudoval ve Vídni vysokou školu ekonomického směru a v roce 1957 získal doktorát. Během studií vstoupil do Rakouské lidové strany. Po získání doktorátu pracoval v Úřadu pro hospodářskou koordinaci. V letech 1959 až 1962 zastával funkci rakouského zástupce v Organizaci pro evropskou hospodářskou spolupráci (OEEC) v Paříži. Potom působil v diplomatických službách. V letech 1978 až 1982 byl rakouským vyslancem v OSN, v letech 1982 až 1987 pak velvyslancem ve Spojených státech amerických. V letech 1992 až 2004 zastával úřad rakouského prezidenta. Zemřel pouhé dva dny před koncem svého druhého funkčního období.

## Vyznamenání
- velká čestná dekorace ve stříbře Čestného odznaku Za zásluhy o Rakouskou republiku, Rakousko, 1980[4]
- velká čestná dekorace ve stříbře s hvězdou  Čestného odznaku Za zásluhy o Rakouskou republiku, Rakousko, 1990[4]
- velkohvězda Čestného odznaku Za zásluhy o Rakouskou republiku, Rakousko, 20. prosince 1992
- velkohvězda Knížecího záslužného řádu, Lichtenštejnsko, 1993
- velkokříž s řetězem Řádu zásluh o Italskou republiku, Itálie, 27. ledna 1993[5]
- velkokříž Řádu nizozemského lva, Nizozemsko, 22. února 1994
- velkokříž s řetězem Řádu Isabely Katolické, Španělsko, 7. července 1995[6]
- velkokříž Řádu svatého Olafa, Norsko, 8. dubna 1996
- rytíř Řádu Serafínů, Švédsko, 5. února 1997
- velkokříž Řádu čestné legie, Francie, 21. srpna 1998
- Řád bílé orlice, Polsko, 23. září 1998[7]
- Řád knížete Jaroslava Moudrého I. třídy, Ukrajina, 13. října 1998
- Řád bílého dvojkříže I. třídy, Slovensko, 1. listopadu 1998[8]
- velkokříž s řetězem Řádu rumunské hvězdy, Rumunsko, 22. ledna 1999
- Velký řád krále Tomislava, Chorvatsko, 2. března 2001
- velkokříž s řetězem Řádu prince Jindřicha, Portugalsko, 19. srpna 2002[9]
- athir Národního řádu za zásluhy, Alžírsko, 14. června 2003[10]
- velkokříž s řetězem Záslužného řádu Maďarské republiky, Maďarsko, 2004
- čestný rytíř velkokříže Řádu svatého Michala a svatého Jiří, Spojené království[11]